# Un gros soûl, des gros sous
Un gros soûl, des gros sous (France) ou Cent heures de solitude (Québec) (Milhouse Doesn’t Live Here Anymore) est le 12e épisode de la saison 15 de la série télévisée d'animation Les Simpson.

## Synopsis
Aujourd'hui, les élèves de la classe de Madame Krapabelle visitent le musée de la télévision. Milhouse paraît particulièrement énervé, ce qui n'est pas dans son habitude. Bart finit par apprendre qu'il déménage à Capital City parce que sa mère veut repartir à zéro. Il se retrouve donc seul et triste. Quand il va rendre visite à Milhouse, il prend conscience que son meilleur copain a changé et qu'il se moque même de lui, pour faire bonne figure devant ses nouveaux copains. Bart comprend alors qu'il n'a plus d'ami. Il décide de passer plus de temps avec sa sœur.
Pendant ce temps-là, Homer, encore une fois complètement saoul, se fait de l'argent en faisant malgré lui la mendicité à l'entrée du bar de Moe. Comme il trouve que c'est de l'argent facile, il fait le clochard dans les rues de Springfield pour gagner quelques pièces et billets...
En faisant une promenade à bicyclette, Bart et Lisa aperçoivent l'entrée d'une caverne et ils décident de l'explorer. Ils y découvrent un site des premières nations rempli d'artefacts. Étant liés par ce secret, les deux deviennent amis. Mais Milhouse revient à la maison paternelle grâce à une injonction que son père a obtenue et Lisa est triste de voir que Bart ne s'occupe plus d'elle. Alors Bart invite Lisa à jouer au Monopoly après qu'il a inséré dans le jeu des cartes d'amour dédiées à sa sœur.